# Medicament experimental
Un medicament experimental és un producte medicinal (un medicament o una vacuna) que encara no ha rebut l'aprovació de les autoritats reguladores governamentals per al seu ús rutinari en medicina humana o veterinària, tot i que pugui curar una malaltia. Es pot aprovar un medicament per utilitzar-lo en una malaltia o trastorn, però encara es pot considerar experimental per a altres malalties o afeccions.
Els assajos clínics a la Unió Europea (UE) estan regulats per l'Agència Europea de Medicaments (EMA). A partir del 2019, totes les sol·licituds d'assaigs clínics han d'utilitzar un portal i una base de dades centralitzats de la UE. Tots els resultats dels assaigs clínics estaran disponibles per al públic amb el resum escrit en l'idioma del profà.
Als Estats Units, l'òrgan responsable de l'aprovació és la Food and Drug Administration (FDA), que ha de concedir a la substància l'estatus Investigational New Drug (IND) abans de poder ser provada en assaigs clínics humans. L'estat IND requereix que el patrocinador del medicament presenti una sol·licitud IND que inclogui dades de proves de laboratori i animals per a seguretat i eficàcia.